# 拉文塔 (弗朗西斯科-莫拉桑省)
拉文塔（西班牙語：La Venta），是洪都拉斯的城鎮，位於該國中部，由弗朗西斯科-莫拉桑省負責管轄，始建於1889年，面積125.46平方公里，海拔高度477米，2001年人口5,721，人口密度每平方公里45.6人。
13°45′0″N 87°19′0″W / 13.75000°N 87.31667°W